# Iryna Sekatschowa
Iryna Wjatscheslawiwna Sekatschowa (ukrainisch Ірина В'ячеславівна Секачова, engl. Transkription Iryna Sekachova; * 21. Juli 1976 in Wassylkiw, Oblast Kiew) ist eine ukrainische Hammerwerferin.
Nachdem sie sowohl bei den Europameisterschaften 1998 in Budapest und 2002 in München, den Olympischen Spielen 2000 in Sydney und den Weltmeisterschaften 2003 in Paris/Saint-Denis in der Qualifikation ausgeschieden war, erreichte sie bei den Olympischen Spielen 2004 in Athen das Finale und wurde Achte.
Bei den Weltmeisterschaften 2005 in Helsinki wurde sie Sechste und bei den Europameisterschaften 2006 in Göteborg Achte. Bei den Olympischen Spielen 2008 in Peking schied sie ebenso in der Vorrunde aus wie bei den Weltmeisterschaften 2009 in Berlin.
Ihren persönlichen Rekord von 74,52 m stellte sie am 2. Juli 2008 in Kiew auf.